# ييفغين خاتشيريدي
ييفغين هريهوروفيتش خاتشيريدي (بالأوكرانية: Євген Григорович Хачеріді; وباليونانية: Ευγένιος Γρηγόροβιτς Καχερίδης) (مواليد 28 يوليو 1987 في ميليتوبول - الاتحاد السوفييتي) لاعب كرة قدم أوكراني ذو أصول يونانية يجيد اللعب في مركز قلب الدفاع والظهير الأيمن ويلعب حاليا في دينامو كييف الأوكراني منذ 2008.

## روابط خارجية
- ييفغين خاتشيريدي على موقع الاتحاد الدولي (مؤرشف)  (الإنجليزية)
- ييفغين خاتشيريدي على موقع الاتحاد الأوربي (الإنجليزية)
- ييفغين خاتشيريدي على موقع اتحاد أوكرانيا (الإنجليزية)
- ييفغين خاتشيريدي على موقع قاعدة بيانات كرة القدم.إي يو (الإنجليزية)
- ييفغين خاتشيريدي على موقع ناشيونال فوتبول تيمز (الإنجليزية)
- ييفغين خاتشيريدي على موقع Soccerway.com (الإنجليزية)
- ييفغين خاتشيريدي على موقع عالم كرة القدم.نت (الإنجليزية)
- ييفغين خاتشيريدي على موقع AS.com (الإسبانية)